# Giang Nguyên
Giang Nguyên (chữ Hán giản thể: 江源区, âm Hán Việt: Giang Nguyên khu) là một quận thuộc địa cấp thị Bạch Sơn, tỉnh Cát Lâm, Cộng hòa Nhân dân Trung Hoa. Quận Giang Nguyên có diện tích 1348 km², dân số 270.000 người. Mã số bưu chính của quận Giang Nguyên là 134700, chính quyền nhân dân quận đóng ở trấn Tôn Gia Bảo Tử. Quận này nguyên là huyện Giang Nguyên. Ngày 5 tháng 6 năm 2006, Quốc vụ viện Trung Quốc đã phê chuẩn nâng lên thành quận. Quận Giang Nguyên được chia thành 7 trấn, 3 hương.
- Trấn: Tôn Gia Bảo Tử, Loan Câu, Tùng Thụ, Tam Xóa Tử, 砟 Tử, Thạch Nhân, Đại Dương Xóa.
- Hương: Đại Thạch Nhân, Đại Thạch Bằng Tử, Du Mộc Kiều Tử.